# Léonardo Palmisano
Léonardo Palmisano (Morlanwelz, 1 april 1962) is een Belgisch stripauteur.

## Carrière
Palmisano studeerde aan de Academie van Schone Kunsten in Binche tekenen en adverteren, volgde een cursus striptekenen in Châtelet en Charleroi.
Palmisano ging vervolgens werken in het team van Eric Loutte aan het inkten van de reeks Team Rafale.
Palmisano tekende mee aan de drie Egypte-albums in de educatieve reeks De reizen van Alex, te weten Egypte 1 in 1996, Egypte 2 in 2000 en Egypte 3 in 2009. Enkel bij het laatste album verscheen zijn naam ook op de kaft.
- Bibliothèque nationale de France: cb16044603g (data)
- International Standard Name Identifier: 0000 0000 6281 9530
- Nederlandse Thesaurus van Auteursnamen: 318931192
- Réseau des bibliothèques de Suisse occidentale: 02-A017994009
- Système universitaire de documentation: 136927211
- Virtual International Authority File: 89830234
- WorldCat: E39PCjw7cBBwFF86RVP4vhvbkC